# エステリ
エステリ（Estelí）はニカラグアのエステリ県に属する都市である。北部ニカラグアではマタガルパに次いで2番目に大きい都市である。人口は約13万人。首都のマナグアからパンアメリカンハイウェイで150km北に位置する。エステリはニカラグア内戦時の1978年9月に空爆を受け、町は廃墟となった。